# Boyeria
Genre
Boyeria est un genre d'insectes de la famille des Aeshnidae appartenant au sous-ordre des anisoptères dans l'ordre des odonates. Le nom vernaculaire français d'Europe est « spectres » tandis que le nom français Canadien est « æschnes ».

## Habitat
Ces libellules se retrouvent généralement dans les rivières et ruisseaux forestiers.

## Liste d'espèces
Le genre comprend 8 espèces :
- Boyeria cretensis Peters, 1991 - Spectre de Crète
- Boyeria grafiana Williamson, 1907
- Boyeria irene (Fonscolombe, 1838) - Æschne paisible ou Spectre paisible
- Boyeria jamjari Jung, 2011
- Boyeria karubei Yokoi, 2002
- Boyeria maclachlani Selys, 1883
- Boyeria sinensis Asahina, 1978
- Boyeria vinosa (Say, 1839)